# (16585) 1992 QR
1992 كيو أر (ويعرف أيضًا باسم (16585) 1992 كيو أر وفق تسمية الكوكب الصغير) (بالإنجليزية: 1992 QR)‏ هو كويكب ضمن حزام الكويكبات؛ وترتيبه 16585 من حيث الاكتشاف.
اكتُشف هذا الجُرم الفلكي بواسطة هنري هولت إي في 23 أغسطس 1992.

## وصلات خارجية
- (16585) 1992 QR في قاعدة بيانات مختبر الدفع النفاث لأجرام النظام الشمسي الصغيرة

- الاكتشاف · مخطط المدار ·  العناصر المدارية · المعلمات المادية

- (16585) 1992 QR على موقع ويكي سكاي: DSS2, SDSS, GALEX, IRAS, Hydrogen α, X-Ray, Astrophoto, Sky Map, Articles and images